# Carige flavidaria
Carige flavidaria är en fjärilsart som beskrevs av Eech 1897. Carige flavidaria ingår i släktet Carige och familjen mätare. Inga underarter finns listade i Catalogue of Life.